# Proprioseiopsis coniferus
Proprioseiopsis coniferus är en spindeldjursart som först beskrevs av N. Prasad 1968.  Proprioseiopsis coniferus ingår i släktet Proprioseiopsis och familjen Phytoseiidae. Inga underarter finns listade i Catalogue of Life.